# Prostore (obwód ługański)
Prostore (ukr. Просторе) – wieś na Ukrainie, w obwodzie ługańskim, w rejonie swatowskim, w hromadzie Biłokurakyne. W 2001 liczyła 695 mieszkańców.